# CONCACAF Gold Cup 2019
La CONCACAF Gold Cup 2019 è stata la 25ª edizione (la 15ª con la formula attuale) di questo torneo di calcio continentale per squadre nazionali maggiori maschili organizzato dalla CONCACAF. Il torneo si è svolto dal 15 giugno al 7 luglio 2019 negli Stati Uniti d'America, per la 15ª volta consecutiva, in Costa Rica e in Giamaica.

## Formula
La principale novità nel formato riguarda l'allargamento del numero di partecipanti da 12 a 16. 
Il torneo si sviluppa in due fasi: prima una fase a gruppi e successivamente una fase a eliminazione diretta.
Mediante sorteggio sono stati formati i quattro gironi all'italiana (chiamati "gruppi"), composti ciascuno da quattro squadre. Ogni squadra affronta le altre in partite di sola andata per un totale di tre giornate. Hanno accesso alla fase a eliminazione diretta le squadre classificatesi ai primi due posti di ciascun raggruppamento.
La fase a eliminazione diretta consiste in un tabellone di tre turni (quarti di finale, semifinali e finale) ad accoppiamenti prestabiliti. In caso di parità al termine dei 90 minuti regolamentari, sono previsti prima i tempi supplementari e poi i tiri di rigore.

## Squadre partecipanti
| Pr. | Squadra           | Data di qualificazione certa | Partecipante in quanto                                                                      | Partecipazioni precedenti al torneo | Ultima presenza         |
| --- | ----------------- | ---------------------------- | ------------------------------------------------------------------------------------------- | ----------------------------------- | ----------------------- |
| 1   | Costa Rica        | 7 marzo 2018                 | Qualificata alla quinta fase delle qualificazioni per il campionato mondiale di calcio 2018 | -                                   | Stati Uniti 2017        |
| 2   | Stati Uniti       | 7 marzo 2018                 | Qualificata alla quinta fase delle qualificazioni per il campionato mondiale di calcio 2018 | -                                   | Stati Uniti 2017        |
| 3   | Messico           | 7 marzo 2018                 | Qualificata alla quinta fase delle qualificazioni per il campionato mondiale di calcio 2018 | -                                   | Stati Uniti 2017        |
| 4   | Panama            | 7 marzo 2018                 | Qualificata alla quinta fase delle qualificazioni per il campionato mondiale di calcio 2018 | -                                   | Stati Uniti 2017        |
| 5   | Honduras          | 7 marzo 2018                 | Qualificata alla quinta fase delle qualificazioni per il campionato mondiale di calcio 2018 | -                                   | Stati Uniti 2017        |
| 6   | Trinidad e Tobago | 7 marzo 2018                 | Qualificata alla quinta fase delle qualificazioni per il campionato mondiale di calcio 2018 | -                                   | Stati Uniti-Canada 2015 |
| 7   | Martinica         | 23 marzo 2018                | 3º classificato delle qualificazioni alla CONCACAF Nations League 2019-2020                 | -                                   | Stati Uniti 2017        |
| 8   | Curaçao           | 23 marzo 2018                | 4º classificato delle qualificazioni alla CONCACAF Nations League 2019-2020                 | -                                   | Stati Uniti 2017        |
| 9   | Guyana            | 23 marzo 2018                | 7º classificato delle qualificazioni alla CONCACAF Nations League 2019-2020                 | -                                   | Esordiente              |
| 10  | Giamaica          | 23 marzo 2018                | 8º classificato delle qualificazioni alla CONCACAF Nations League 2019-2020                 | -                                   | Stati Uniti 2017        |
| 11  | Haiti             | 24 marzo 2018                | 1º classificato delle qualificazioni alla CONCACAF Nations League 2019-2020                 | -                                   | Stati Uniti-Canada 2015 |
| 12  | Canada            | 24 marzo 2018                | 2º classificato delle qualificazioni alla CONCACAF Nations League 2019-2020                 | -                                   | Stati Uniti 2017        |
| 13  | Bermuda           | 24 marzo 2018                | 5º classificato delle qualificazioni alla CONCACAF Nations League 2019-2020                 | -                                   | Esordiente              |
| 14  | Cuba              | 24 marzo 2018                | 6º classificato delle qualificazioni alla CONCACAF Nations League 2019-2020                 | -                                   | Stati Uniti-Canada 2015 |
| 15  | Nicaragua         | 24 marzo 2018                | 9º classificato delle qualificazioni alla CONCACAF Nations League 2019-2020                 | -                                   | Stati Uniti 2017        |
| 16  | El Salvador       | 24 marzo 2018                | 10º classificato delle qualificazioni alla CONCACAF Nations League 2019-2020                | -                                   | Stati Uniti 2017        |

Nella sezione "partecipazioni precedenti al torneo", le date in grassetto indicano che la nazione ha vinto quella edizione del torneo, mentre le date in corsivo indicano la nazione ospitante.

## Arbitri

### Arbitri
- Henry Bejarano
- Ricardo Montero
- Yadel Martinez
- Mario Escobar
- Walter López Castellanos
- Said Martinez Sorto
- Daneon Parchment
- Adonai Escobedo

- Fernando Guerrero
- Marco Ortiz
- John Pitti
- Abdulrahman Al-Jassim
- Ivan Barton
- Ismail Elfath
- Jair Marrufo
- Armando Villarreal

### Assistenti
- Micheal Barwegen
- Kedlee Powell
- Juan Carlos Mora
- William Arrieta
- Helpys Feliz
- Gerson Lopez
- Humberto Panjoj
- Christian Ramirez
- Walter Lopez
- Nicholas Anderson
- Alberto Morin
- Miguel Hernandez

- Henri Pupiro
- Taleb Al Marri
- Saoud Al Maqaleh
- Juan Francisco Zumba
- David Moran
- Zachari Zeegelaar
- Caleb Wales
- Frank Anderson
- Ian Anderson
- Corey Parker
- Kyle Atkins

## Stadi
| Stati Uniti                | Stati Uniti | Stati Uniti | Stati Uniti |
| Pasadena                   | Denver | Houston | Houston |
| -------------------------- | --- | --- | --- |
| Rose Bowl                  | Broncos Stadium at Mile High | NRG Stadium | BBVA Compass Stadium |
| Capacità: 90.888           | Capacità: 76.125 | Capacità: 71.795 | Capacità: 22.039 |
|                            | | | |
| Charlotte                  | Saint Paul Los Angeles Glendale Filadelfia Charlotte Frisco Cleveland Kansas City Denver Nashville Houston Pasadena Chicago Harrison | Saint Paul Los Angeles Glendale Filadelfia Charlotte Frisco Cleveland Kansas City Denver Nashville Houston Pasadena Chicago Harrison | Saint Paul Los Angeles Glendale Filadelfia Charlotte Frisco Cleveland Kansas City Denver Nashville Houston Pasadena Chicago Harrison |
| Bank of America Stadium    | Saint Paul Los Angeles Glendale Filadelfia Charlotte Frisco Cleveland Kansas City Denver Nashville Houston Pasadena Chicago Harrison | Saint Paul Los Angeles Glendale Filadelfia Charlotte Frisco Cleveland Kansas City Denver Nashville Houston Pasadena Chicago Harrison | Saint Paul Los Angeles Glendale Filadelfia Charlotte Frisco Cleveland Kansas City Denver Nashville Houston Pasadena Chicago Harrison |
| Capacità: 75.525           | Saint Paul Los Angeles Glendale Filadelfia Charlotte Frisco Cleveland Kansas City Denver Nashville Houston Pasadena Chicago Harrison | Saint Paul Los Angeles Glendale Filadelfia Charlotte Frisco Cleveland Kansas City Denver Nashville Houston Pasadena Chicago Harrison | Saint Paul Los Angeles Glendale Filadelfia Charlotte Frisco Cleveland Kansas City Denver Nashville Houston Pasadena Chicago Harrison |
|                            | Saint Paul Los Angeles Glendale Filadelfia Charlotte Frisco Cleveland Kansas City Denver Nashville Houston Pasadena Chicago Harrison | Saint Paul Los Angeles Glendale Filadelfia Charlotte Frisco Cleveland Kansas City Denver Nashville Houston Pasadena Chicago Harrison | Saint Paul Los Angeles Glendale Filadelfia Charlotte Frisco Cleveland Kansas City Denver Nashville Houston Pasadena Chicago Harrison |
| Filadelfia                 | Saint Paul Los Angeles Glendale Filadelfia Charlotte Frisco Cleveland Kansas City Denver Nashville Houston Pasadena Chicago Harrison | Saint Paul Los Angeles Glendale Filadelfia Charlotte Frisco Cleveland Kansas City Denver Nashville Houston Pasadena Chicago Harrison | Saint Paul Los Angeles Glendale Filadelfia Charlotte Frisco Cleveland Kansas City Denver Nashville Houston Pasadena Chicago Harrison |
| Lincoln Financial Field    | Saint Paul Los Angeles Glendale Filadelfia Charlotte Frisco Cleveland Kansas City Denver Nashville Houston Pasadena Chicago Harrison | Saint Paul Los Angeles Glendale Filadelfia Charlotte Frisco Cleveland Kansas City Denver Nashville Houston Pasadena Chicago Harrison | Saint Paul Los Angeles Glendale Filadelfia Charlotte Frisco Cleveland Kansas City Denver Nashville Houston Pasadena Chicago Harrison |
| Capacità: 69.176           | Saint Paul Los Angeles Glendale Filadelfia Charlotte Frisco Cleveland Kansas City Denver Nashville Houston Pasadena Chicago Harrison | Saint Paul Los Angeles Glendale Filadelfia Charlotte Frisco Cleveland Kansas City Denver Nashville Houston Pasadena Chicago Harrison | Saint Paul Los Angeles Glendale Filadelfia Charlotte Frisco Cleveland Kansas City Denver Nashville Houston Pasadena Chicago Harrison |
|                            | Saint Paul Los Angeles Glendale Filadelfia Charlotte Frisco Cleveland Kansas City Denver Nashville Houston Pasadena Chicago Harrison | Saint Paul Los Angeles Glendale Filadelfia Charlotte Frisco Cleveland Kansas City Denver Nashville Houston Pasadena Chicago Harrison | Saint Paul Los Angeles Glendale Filadelfia Charlotte Frisco Cleveland Kansas City Denver Nashville Houston Pasadena Chicago Harrison |
| Nashville                  | Saint Paul Los Angeles Glendale Filadelfia Charlotte Frisco Cleveland Kansas City Denver Nashville Houston Pasadena Chicago Harrison | Saint Paul Los Angeles Glendale Filadelfia Charlotte Frisco Cleveland Kansas City Denver Nashville Houston Pasadena Chicago Harrison | Saint Paul Los Angeles Glendale Filadelfia Charlotte Frisco Cleveland Kansas City Denver Nashville Houston Pasadena Chicago Harrison |
| Nissan Stadium             | Saint Paul Los Angeles Glendale Filadelfia Charlotte Frisco Cleveland Kansas City Denver Nashville Houston Pasadena Chicago Harrison | Saint Paul Los Angeles Glendale Filadelfia Charlotte Frisco Cleveland Kansas City Denver Nashville Houston Pasadena Chicago Harrison | Saint Paul Los Angeles Glendale Filadelfia Charlotte Frisco Cleveland Kansas City Denver Nashville Houston Pasadena Chicago Harrison |
| Capacità: 69.143           | Saint Paul Los Angeles Glendale Filadelfia Charlotte Frisco Cleveland Kansas City Denver Nashville Houston Pasadena Chicago Harrison | Saint Paul Los Angeles Glendale Filadelfia Charlotte Frisco Cleveland Kansas City Denver Nashville Houston Pasadena Chicago Harrison | Saint Paul Los Angeles Glendale Filadelfia Charlotte Frisco Cleveland Kansas City Denver Nashville Houston Pasadena Chicago Harrison |
|                            | Saint Paul Los Angeles Glendale Filadelfia Charlotte Frisco Cleveland Kansas City Denver Nashville Houston Pasadena Chicago Harrison | Saint Paul Los Angeles Glendale Filadelfia Charlotte Frisco Cleveland Kansas City Denver Nashville Houston Pasadena Chicago Harrison | Saint Paul Los Angeles Glendale Filadelfia Charlotte Frisco Cleveland Kansas City Denver Nashville Houston Pasadena Chicago Harrison |
| Cleveland                  | Glendale | Chicago | Harrison |
| FirstEnergy Stadium        | State Farm Stadium | Soldier Field | Red Bull Arena |
| Capacità: 67.895           | Capacità: 63.400 | Capacità: 61.500 | Capacità: 25.000 |
|                            | | | |
| Los Angeles                | Frisco | Saint Paul | Kansas City |
| Banc of California Stadium | Toyota Stadium | Allianz Field | Children's Mercy Park |
| Capacità: 22.000           | Capacità: 20.500 | Capacità: 19.400 | Capacità: 18.467 |
|                            | | | |
| Costa Rica                 | Costa Rica | Giamaica | Giamaica |
| San José                   | San José | Kingston, | Kingston |
| San José                   | Estadio Nacional de Costa Rica | Kingston, | Independence Park |
| San José                   | Capacità: 35.175 | Kingston, | Capacità: 35.000 |
| San José                   | | Kingston, | |

## Fase a gruppi
Le sedici squadre sono state divise in 4 gruppi da 4 squadre ciascuno. Ogni squadra ha affrontato le altre 3 una volta. Sono stati assegnati 3 punti per la vittoria, 1 punto per il pareggio e 0 per la sconfitta. Le prime due squadre classificate in ciascun girone si qualificano ai quarti di finale.
La classifica è stata stilata secondo i seguenti criteri:
- maggior numero di punti conquistati;
- miglior differenza reti;
- maggior numero di reti realizzate;
- punti conquistati negli scontri diretti;
- differenza reti negli scontri diretti;
- reti realizzate negli scontri diretti;
- sorteggio.

L'orario di tutte le partite è indicato in EDT(UTC-4) come elencati da CONCACAF. Se la partita si gioca in un fuso orario differente viene anche indicata l'ora locale.

### Gruppo A
| Pos | Squadra   | P.ti | G | V | N | P | GF | GS | DR  |
| --- | --------- | ---- | - | - | - | - | -- | -- | --- |
| 1   | Messico   | 9    | 3 | 3 | 0 | 0 | 13 | 3  | +10 |
| 2   | Canada    | 6    | 3 | 2 | 0 | 1 | 12 | 3  | +9  |
| 3   | Martinica | 3    | 3 | 1 | 0 | 2 | 5  | 7  | -2  |
| 4   | Cuba      | 0    | 3 | 0 | 0 | 3 | 0  | 17 | -17 |

#### Risultati
| Arbitro: | Martínez |

|                                        |           |  |
| David 33’, 53’ Hoilett 63’ Arfield 67’ | Marcatori |  |

| Arbitro: | Pitti |

|                                                         |           |  |
| Antuna 2’, 44’, 80’ Jiménez 31’, 64’ Reyes 38’ Vega 74’ | Marcatori |  |

| Arbitro: | Al-Jassim |

|  |           |                                    |
|  | Marcatori | 45’ Marveaux 70’ Abaul 84’ Fortuné |

| Arbitro: | Bejarano |

|                                |           |               |
| Alvarado 40’ Guardado 54’, 77’ | Marcatori | 75’ Cavallini |

| Arbitro: | Villareall |

|                                                          |           |  |
| David 3’, 71’, 77’ Cavallini 21’, 43’, 45+1’ Hoilett 50’ | Marcatori |  |

| Arbitro: | Barton |

|                         |           |                                    |
| Parsemain 56’ Delem 84’ | Marcatori | 29’ Antuna 61’ Jiménez 72’ Navarro |

### Gruppo B
| Pos | Squadra    | P.ti | G | V | N | P | GF | GS | DR |
| --- | ---------- | ---- | - | - | - | - | -- | -- | -- |
| 1   | Haiti      | 9    | 3 | 3 | 0 | 0 | 6  | 2  | +4 |
| 2   | Costa Rica | 6    | 3 | 2 | 0 | 1 | 7  | 3  | +4 |
| 3   | Bermuda    | 3    | 3 | 1 | 0 | 2 | 4  | 4  | 0  |
| 4   | Nicaragua  | 0    | 3 | 0 | 0 | 3 | 0  | 8  | -8 |

#### Risultati
| Arbitro: | Parchment |

|                  |           |                |
| Pierrot 54’, 66’ | Marcatori | 45+2’ Leverock |

| Arbitro: | Ortiz |

|                                             |           |  |
| Oviedo 7’ Borges 19’ Aguilar 45+1’ Cruz 75’ | Marcatori |  |

| Arbitro: | Escobar |

|  |           |                           |
|  | Marcatori | 22’ Saba 33’ (aut.) Rosas |

| Arbitro: | Martínez |

|                        |           |                  |
| George 30’ Aguilar 54’ | Marcatori | 59’ (rig.) Wells |

| Arbitro: | Escobedo |

|                       |           |  |
| Simmons 60’ Wells 71’ | Marcatori |  |

| Arbitro: | Elfath |

|                             |           |             |
| Nazon 57’ (rig.) Alexis 81’ | Marcatori | 13’ Saborío |

### Gruppo C
| Pos | Squadra     | P.ti | G | V | N | P | GF | GS | DR |
| --- | ----------- | ---- | - | - | - | - | -- | -- | -- |
| 1   | Giamaica    | 5    | 3 | 1 | 2 | 0 | 4  | 3  | +1 |
| 2   | Curaçao     | 4    | 3 | 1 | 1 | 1 | 2  | 2  | 0  |
| 3   | El Salvador | 4    | 3 | 1 | 1 | 1 | 1  | 4  | -3 |
| 4   | Honduras    | 3    | 3 | 1 | 0 | 2 | 6  | 4  | +2 |

#### Risultati
| Arbitro: | López Castellanos |

|  |           |               |
|  | Marcatori | 45+2’ Bonilla |

| Arbitro: | Marrufo |

|                          |           |                           |
| Orgill 15’, 41’ Lowe 56’ | Marcatori | 54’ Lozano 90+2’ Castillo |

| Houston 21 giugno 2019, ore 19:00 (18:00 UTC-5) Partita 13 | El Salvador | 0 – 0 referto | Giamaica | BBVA Compass Stadium (22 395 spett.)\| Arbitro: \| Pitti \| |
| Arbitro:                                                   | Pitti       |               |          |                                                             |

| Arbitro: | Calderón |

|  |           |            |
|  | Marcatori | 40’ Bacuna |

| Arbitro: | Ortiz |

|               |           |             |
| Nicholson 14’ | Marcatori | 90+3’ Gaari |

| Arbitro: | Guerrero |

|                                                   |           |  |
| Álvarez 59’ Castillo 65’ Acosta 75’ Izaguirre 90’ | Marcatori |  |

### Gruppo D
| Pos | Squadra           | P.ti | G | V | N | P | GF | GS | DR  |
| --- | ----------------- | ---- | - | - | - | - | -- | -- | --- |
| 1   | Stati Uniti       | 9    | 3 | 3 | 0 | 0 | 11 | 0  | +11 |
| 2   | Panama            | 6    | 3 | 2 | 0 | 1 | 6  | 3  | +3  |
| 3   | Guyana            | 1    | 3 | 0 | 1 | 2 | 3  | 9  | -6  |
| 4   | Trinidad e Tobago | 1    | 3 | 0 | 1 | 2 | 1  | 9  | -8  |

#### Risultati
| Arbitro: | Escobedo |

|                         |           |  |
| Cooper 53’ Bárcenas 68’ | Marcatori |  |

| Arbitro: | Barton |

|                                      |           |  |
| Arriola 28’ Boyd 51’, 81’ Zardes 55’ | Marcatori |  |

| Arbitro: | Parchment |

|                                |           |                                                             |
| Danns 33’ (rig.), 90+3’ (rig.) | Marcatori | 16’ Arroyo 40’ (aut.) Vancooten 51’ (rig.) Davis 86’ Torres |

| Arbitro: | Martínez |

|                                                       |           |  |
| Long 41’, 90’ Zardes 66’, 69’ Pulisic 73’ Arriola 78’ | Marcatori |  |

| Arbitro: | Calderón |

|            |           |           |
| Molino 80’ | Marcatori | 54’ Danns |

| Arbitro: | Al-Jassim |

|  |           |              |
|  | Marcatori | 66’ Altidore |

## Fase a eliminazione diretta

### Tabellone
|  | Quarti di finale | Quarti di finale | Quarti di finale |               |          | Semifinali | Semifinali | Semifinali |  |  | Finale | Finale | Finale |  |
|  |                  |                  |                  |               |          |            |            |            |  |  |        |        |        |  |
|  | Haiti            | Haiti            | 3                |               |          |            |            |            |  |  |        |        |        |  |
|  | Haiti            | Haiti            | 3                |               |          |            |            |            |  |  |        |        |        |  |
|  | Canada           | Canada           | 2                |               |          |            |            |            |  |  |        |        |        |  |
|  | Canada           | Canada           | 2                |               | Haiti    | Haiti      | 0          |            |  |  |        |        |        |  |
|  |                  |                  |                  |               | Haiti    | Haiti      | 0          |            |  |  |        |        |        |  |
|  |                  |                  | Messico (dts)    | Messico (dts) | 1        |            |            |            |  |  |        |        |        |  |
|  | Messico (dtr)    | Messico (dtr)    | Messico (dts)    | Messico (dts) | 1        | 1 (5)      |            |            |  |  |        |        |        |  |
|  | Messico (dtr)    | Messico (dtr)    |                  |               |          |            |            |            |  |  |        |        |        |  |
|  | Costa Rica       | Costa Rica       | 1 (4)            |               |          |            |            |            |  |  |        |        |        |  |
|  | Costa Rica       | Costa Rica       | 1 (4)            |               | Messico  | Messico    | 1          |            |  |  |        |        |        |  |
|  |                  |                  |                  |               |          |            |            |            |  |  |        |        |        |  |
|  |                  |                  | Stati Uniti      | Stati Uniti   | 0        |            |            |            |  |  |        |        |        |  |
|  | Giamaica         | Giamaica         | Stati Uniti      | Stati Uniti   | 0        | 1          |            |            |  |  |        |        |        |  |
|  | Giamaica         | Giamaica         |                  |               |          |            |            |            |  |  |        |        |        |  |
|  | Panama           | Panama           | 0                |               |          |            |            |            |  |  |        |        |        |  |
|  | Panama           | Panama           | 0                |               | Giamaica | Giamaica   | 1          |            |  |  |        |        |        |  |
|  |                  |                  |                  |               | Giamaica | Giamaica   | 1          |            |  |  |        |        |        |  |
|  |                  |                  | Stati Uniti      | Stati Uniti   | 3        |            |            |            |  |  |        |        |        |  |
|  | Stati Uniti      | Stati Uniti      | Stati Uniti      | Stati Uniti   | 3        | 1          |            |            |  |  |        |        |        |  |
|  | Stati Uniti      | Stati Uniti      |                  |               |          |            |            |            |  |  |        |        |        |  |
|  | Curaçao          | Curaçao          | 0                |               |          |            |            |            |  |  |        |        |        |  |

### Quarti di finale
| Arbitro: | Marrufo |

|                                          |           |                         |
| Nazon 50’ Bazile 70’ (rig.) Guerrier 76’ | Marcatori | 18’ David 28’ Cavallini |

| Arbitro: | Pitti |

|                                                 |                      |                                         |
| Jiménez 44’                                     | Marcatori            | 52’ (rig.) Ruiz                         |
| Jiménez Montes Alvarado Gallardo Moreno Salcedo | Tiri di rigore 5 – 4 | Borges Aguilar Leal Duarte Calvo Fuller |

| Arbitro: | Escobar |

|                     |           |  |
| Mattocks 75’ (rig.) | Marcatori |  |

| Arbitro: | Escobedo |

|              |           |  |
| McKennie 25’ | Marcatori |  |

### Semifinali
| Arbitro: | Al-Jassim |

|  |           |                    |
|  | Marcatori | 93’ (rig.) Jiménez |

| Arbitro: | Barton |

|               |           |                              |
| Nicholson 69’ | Marcatori | 9’ McKennie 52’, 87’ Pulisic |

### Finale
| Arbitro: | Escobar |

|                |           |  |
| dos Santos 73’ | Marcatori |  |

## Statistiche

### Classifica marcatori
6 reti
- Jonathan David

5 reti
- Lucas Cavallini

- Raúl Jiménez (1 rig.)

4 reti
- Uriel Antuna

3 reti
- Neil Danns (2 rig.)

- Christian Pulisic

- Gyasi Zardes

2 reti
- Nahki Wells (1 rig.)
- Junior Hoilett
- Elías Aguilar
- Shamar Nicholson
- Dever Orgill

- Duckens Nazon (1 rig.)
- Frantzdy Pierrot
- Rubilio Castillo
- Andrés Guardado

- Paul Arriola
- Tyler Boyd
- Aaron Long
- Weston McKennie

1 rete
- Dante Leverock
- Lejuan Simmons
- Scott Arfield
- Celso Borges
- Allan Cruz
- Mayron George
- Bryan Oviedo
- Bryan Ruiz (1 rig.)
- Álvaro Saborío
- Leandro Bacuna
- Juriën Gaari
- Nelson Bonilla
- Damion Lowe

- Darren Mattocks (1 rig.)
- Djimy Alexis
- Hervé Bazile (1 rig.)
- Donald Guerrier
- Steeven Saba
- Bryan Acosta
- Jorge Álvarez
- Emilio Izaguirre
- Anthony Lozano
- Stéphane Abaul
- Jordy Delem
- Kévin Fortuné
- Joris Marveaux

- Kévin Parsemain
- Roberto Alvarado
- Jonathan dos Santos
- Fernando Navarro Morán
- Diego Reyes
- Alexis Vega
- Abdiel Arroyo
- Édgar Bárcenas
- Armando Cooper
- Eric Davis (1 rig.)
- Gabriel Torres
- Kevin Molino
- Jozy Altidore

Autoreti
- Terence Vancooten (1, pro  Panama)

- Manuel Rosas (1, pro  Haiti)

### Record
- Gol più veloce:  Uriel Antuna (Messico-Cuba, fase a gironi, 15 luglio, 2º minuto)
- Gol più lento:  Raúl Jiménez (Haiti-Messico, quarti di finale, 2 luglio, 93º minuto)
- Primo gol:  Jonathan David (Canada-Martinica, partita inaugurale, fase a gironi, 15 giugno, 66º minuto)
- Ultimo gol:  Jonathan dos Santos (Messico-Stati Uniti, finale, 7 luglio, 73º minuto)
- Miglior attacco:  Messico (16 reti segnate)
- Peggior attacco:  Cuba e  Nicaragua (0 reti segnate)
- Miglior difesa:  Curaçao,  Haiti e  Stati Uniti (2 reti subite)
- Peggior difesa:  Cuba (17 reti subite)
- Miglior differenza reti:  Stati Uniti (+11)
- Partita con il maggior numero di gol:  Messico- Cuba 7-0 (fase a gironi, 15 giugno) e  Canada- Cuba 7-0 (fase a gironi, 23 giugno) (7 gol)
- Partita con il maggior scarto di gol:  Messico- Cuba 7-0 (fase a gironi, 15 giugno) e  Canada- Cuba 7-0 (fase a gironi, 23 giugno) (7 gol di scarto)

## Riconoscimenti
Al termine della competizione sono stati assegnati i seguenti riconoscimenti individuali e di squadra:
- Miglior giocatore:  Raúl Jiménez[5]
- Scarpa d'oro:  Jonathan David[6]
- Miglior portiere:  Guillermo Ochoa[7]
- Miglior giovane:  Christian Pulisic[8]
- Premio Fair Play:  Stati Uniti[9]
- Squadra del torneo:

| Portieri        | Difensori                                                       | Centrocampisti                                      | Attaccanti                                    |
| --------------- | --------------------------------------------------------------- | --------------------------------------------------- | --------------------------------------------- |
| Guillermo Ochoa | Luis Alfonso Rodríguez Carlos Salcedo Aaron Long Jesús Gallardo | Michael Bradley Andrés Guardado Jonathan dos Santos | Jonathan David Christian Pulisic Raúl Jiménez |